# Kung Fu Girl
Kung Fu Girl (Originaltitel: jap. 少林少女 shōrin shōjo, dt. „Shaolin-Mädchen“) ist ein japanischer Spielfilm mit Martial-Arts-Einlagen von Regisseur Katsuyuki Motohiro aus dem Jahr 2008. Das Werk ist inspiriert vom Hongkong-Film Shaolin Kickers (2001) des Regisseurs Stephen Chow, der hier lediglich als Executive Producer mitwirkt. In der Hauptrolle agiert die Japanerin Kō Shibasaki.
Der Film wurde am 26. April 2008 in Japan veröffentlicht. Die deutsche DVD-Premiere erfolgte am 13. August 2009.

## Handlung
Die junge Japanerin Lin Sakurazawa (in der anglisierten Fassung heißt sie Rin) erlernt in einem fernen chinesischen Shaolin-Kloster 3.000 Tage lang das traditionelle Shaolin Kung Fu. Im Anschluss kehrt die zierliche Meisterschülerin in ihre kleine Heimatgemeinde zurück, um ihren Kampfsport in Japan populär zu machen. Dieses Anliegen entspricht gleichzeitig dem Lebenswunsch ihres verstorbenen Großvaters, der einst eine renommierte Trainingshalle betrieb. Bei ihrer Rückkehr muss die hochtalentierte Kampfsport-Absolventin allerdings feststellen, dass es keine wahrnehmbare Kung Fu Tradition mehr gibt. Die Räumlichkeiten der Familie sind verfallen, die ehemaligen Schüler unterdrücken jede Form der Kampfsportausübung. Selbst Lins einstiger Mentor und Lehrer Iwai, inzwischen Koch und Inhaber eines Gasthauses, verweigert eine Mitarbeit. Vielmehr ermahnt er Lin eindringlich, das geplante Vorhaben aufzugeben.
Die selbstbewusste Lin bleibt dessen ungeachtet stur. Sie begegnet der attraktiven Minmin, die ihr anbietet, am Kung Fu Training teilzunehmen, wenn Lin im Gegenzug Lacrosse erlernt und der Studentenmannschaft beitritt. Die Meisterschülerin willigt zögernd ein. Minmin wird ihre erste Schülerin. Mit einer Sondergenehmigung des zwielichtigen Herrn Ryūji, einem ranghohen Verwalter der Seikan International University, der Lins sportliches Talent erkennt, wird sie schließlich ins Team aufgenommen. Iwai wird zeitlich versetzt der neue Trainer. Mit ungewöhnlichen Trainingsmethoden, die offensichtlich Anleihen im chinesischen Kung Fu zu haben scheinen, begeistert der Neuling fortan seine Schützlinge. Lin ihrerseits versucht im Geheimen ihre Mitspielerinnen für den Kampfsport zu begeistern – sehr zum Unmut Iwais, der jede Form des Kampfes vehement ablehnt. Da Lin anfänglich keinen Zusammengehörigkeitsgefühl zeigt, entfremdet sie sich jedoch schnell von ihren Mitspielerinnen. Es kommt kurzzeitig zum Bruch. Nach und nach erlernt Lin ein kommunikatives Sozialverhalten sowie einige wichtige Verhaltensregeln im Mannschaftssport. Später nähert sie sich auch den übrigen Kolleginnen an. Diese bekommen von Lin einige Grundlagen des Shaolin Kung Fu beigebracht.
Als ihrer Rückkehr in die Studentenauswahl nichts mehr im Wege steht, stellt sich auch prompt der sportliche Erfolg ein. Diese Veränderung bleibt auch dem finsteren Geschäftsmann und S.I.U.-Präsidenten Ōba Yūichirō nicht verborgen. Der böse Universitätsleiter beobachtet die Entwicklung der Kämpferin seit jeher mit Adleraugen. Er will die verborgenen Kräfte der jungen Frau hervorlocken und sie auf die dunkle Seite des Kung Fu ziehen. Hierfür entsendet er seine Schläger, um Lin zu provozieren und sie zum Kämpfen zu zwingen. Yūichirōs Schergen verschleppen so Minmin. Iwai versucht wenig später die aufgewühlte Lin zu beruhigen, da diese ihre Kräfte nicht richtig zu kontrollieren vermag. Gleichzeitig möchte er seine Freundin nicht an das Böse verlieren. Dennoch startet Lin einen Rachefeldzug. Im Alleingang stellt sie sich einer Überzahl erfahrener Kämpfer – später unterstützt von zwei Freunden. Der zierlichen Person gelingt es schließlich alle Feinde, später auch Yūichirō zu besiegen und Minmin zu retten. Lins neuentdeckte Kraft ist so groß, dass sie letztlich die gesamte Gegnerschaft zur guten Seite zieht.

## Rezeption
- Lexikon des internationalen Films: „Minderbemittelter Kampfsport-Film mit bemüht komödiantischen Einlagen und einer blassen Hauptdarstellerin.“[4]